# Nejire Kokkai
Nejire Kokkai (jap. ねじれ国会, dt. etwa „verdrehtes Parlament“) bezeichnet in der japanischen Politik die Situation, wenn die beiden Kammern des Kokkai von unterschiedlichen Mehrheiten kontrolliert werden. In dieser Situation verzögern sich Gesetzesvorhaben der Regierung, da das Shūgiin, das Unterhaus, das im Konfliktfall auch den Premierminister bestimmt, das Sangiin, das Oberhaus, nur mit einer Zweidrittelmehrheit überstimmen kann.
In der unmittelbaren Nachkriegszeit war die Ryokufūkai die stärkste Fraktion im Sangiin, die zur Zusammenarbeit mit Mitte-links- und Mitte-rechts-Kabinetten bereit war. Später verfügte die 1955 gegründete Liberaldemokratische Partei (LDP) über Jahrzehnte über eine sichere Mehrheit in beiden Häusern. Erstmals seit ihrer Gründung entstand ein Nejire Kokkai nach der Sangiin-Wahl 1989, als die Opposition unter Führung der Sozialistischen Partei Japans eine Mehrheit in der zweiten Kammer errang. Nach dem erstmaligen Machtverlust der LDP 1993 kam es mehrfach zu dieser Situation, so auch nach den Wahlen von 1998, 2007 und 2010.

## Mehrheitsverhältnisse in beiden Kammern seit 1989
| Jahre     | Regierungsparteien                                                        | Mehrheit im Shūgiin | Mehrheit im Sangiin | Nejire Kokkai, Anmerkungen                                                 |
| --------- | ------------------------------------------------------------------------- | ------------------- | ------------------- | -------------------------------------------------------------------------- |
| 1989–1993 | LDP                                                                       | Regierung           | Opposition          | Nejire Kokkai                                                              |
| 1993–1994 | SPJ, Shinsei, („alte“) Kōmeitō, DSP, NJP, Sakigake, Shiaminren, Minkairen | Regierung           | Regierung           |                                                                            |
| 1994      | Shinsei, Kōmeitō, DSP, NJP, LP, Minkairen                                 | Opposition          | Opposition          | Minderheitsregierung                                                       |
| 1994–1996 | LDP, SPJ, Sakigake                                                        | Regierung           | Regierung           |                                                                            |
| 1996–1997 | LDP                                                                       | Opposition          | Opposition          | Minderheitsregierung                                                       |
| 1997–1998 | LDP                                                                       | Regierung           | Opposition          | Nejire Kokkai                                                              |
| 1998–1999 | LDP                                                                       | Regierung           | Opposition          | Nejire Kokkai                                                              |
| 1999–2001 | LDP, („neue“) Kōmeitō, LP bzw. Konservative Partei                        | Regierung           | Regierung           |                                                                            |
| 2001–2007 | LDP, Kōmeitō, bis 2003: [ab 2002: Neue] Konservative Partei               | Regierung           | Regierung           |                                                                            |
| 2007–2009 | LDP, Kōmeitō                                                              | Regierung           | Opposition          | Nejire Kokkai, aber Zweidrittelmehrheit der Regierungskoalition im Shūgiin |
| 2009–2010 | DPJ, SDP, NVP                                                             | Regierung           | Regierung           |                                                                            |
| 2010–2012 | DPJ, PNP                                                                  | Regierung           | Opposition          | Nejire Kokkai                                                              |
| 2012–2013 | LDP, Kōmeitō                                                              | Regierung           | Opposition          | Nejire Kokkai, aber Zweidrittelmehrheit der Regierungskoalition im Shūgiin |
| 2013–2024 | LDP, Kōmeitō                                                              | Regierung           | Regierung           |                                                                            |
| 2024–2025 | LDP, Kōmeitō                                                              | Opposition          | Regierung           | Minderheitsregierung                                                       |
| 2025–     | LDP, Kōmeitō                                                              | Opposition          | Opposition          | Nejire Kokkai (Minderheitsregierung)                                       |

1. ↑  Vor allem nach dem LDP-Sieg bei der Shūgiin-Wahl 1990 waren einige Parteien der Opposition im Sangiin kooperationsbereit.
2. ↑  Formal zunächst eine Minderheitsregierung, verfügte das zweite Kabinett Hashimoto durch die Zusammenarbeit mit den bisherigen Koalitionspartnern und einzelnen anderen Oppositionsabgeordneten über eine regierungsfähige Mehrheit in beiden Kammern.
3. ↑  Die LDP gewann bis Ende 1997 durch die NFP-Auflösung und weitere Übertritte wieder alleine eine absolute Mehrheit im Shūgiin und kontrollierte zusammen mit Parteilosen und kooperationsbereiten Abgeordneten auch das Sangiin.